# Ducato di Lucca
Stato preunitario dell'Italia centro-settentrionale, il Ducato di Lucca occupava una parte delle odierne province di Lucca, Massa e Carrara e Pistoia. Ne facevano parte la valle del Serchio, con porzione della Garfagnana (attuali territori di Minucciano, Castiglione di Garfagnana, quasi interamente Gallicano e parte di Fosciandora), Coreglia Antelminelli, Pescaglia, Bagni di Lucca, Borgo a Mozzano, la Versilia meridionale (Massarosa, Viareggio e Camaiore), parte della riviera apuana (attuale comune di Montignoso) e la pianura lucchese (attuali comuni di Lucca, Capannori, Porcari, Villa Basilica e parte di quelli di Altopascio e Pescia).

## Geografia
Il Ducato comprendeva una breve pianura litoranea che iniziava a sud dalla località Torre del Lago (oggi Torre del Lago Puccini e terminava a nord in località Secco (nell'attuale Lido di Camaiore). Un altro breve tratto di pianura costiera corrispondeva all'exclave di Montignoso e si trovava qualche chilometro più a nord, incuneato tra la vicaria granducale di Pietrasanta e il ducato di Massa (inglobato dal 1829 negli Stati Estensi). Alle spalle della pianura litoranea si trovavano le colline di Massarosa e Camaiore e a nord della stessa città di Camaiore facevano parte del Ducato le Alpi Apuane meridionali con i monti Prana e Piglione. Più a nord, nel territorio di Montignoso, era parte del Ducato il versante nord occidentale della cresta montuosa che va dal Castello Aghinolfi ai monti Folgorito e Carchio. La pianura più estesa del Ducato era quella della Lucchesia delimitata a sud dal Monte Pisano, sul cui spartiacque correva il confine con il Granducato di Toscana. Nella valle del Serchio lo Stato lucchese comprendeva anche la parte inferiore e media della Val di Lima e lo spartiacque appenninico tra questa valle e il Monte Giovo (con l'Alpe delle Tre Potenze e il monte Rondinaio), nonché la piccola exclave di Gallicano. A nord del torrente Ania erano nel ducato il territorio delle tre terre (Riana, Lupinaia e Treppignana) con un altro tratto di versante appenninico e le due exclave di Castiglione (con la foce delle Radici e San Pellegrino in Alpe) e Minucciano (che comprendeva alcune delle maggiori vette Apuane, tra cui i monti Pisanino, Cavallo e Pizzo d'Uccello e si protendeva fin nella Lunigiana).

## Storia
Il Ducato di Lucca nacque nel 1815 per decisione del Congresso di Vienna che affidò il nuovo stato all'infanta Maria Luisa di Borbone-Spagna (Borbone-Parma da coniugata), ex regina d'Etruria, a suo figlio Carlo Lodovico, e ai loro discendenti, con reversione a favore del Granducato di Toscana in caso di loro estinzione o trasferimento in altro Stato. Il Congresso aveva infatti statuito, come per le altre repubbliche italiane spazzate via da Napoleone, di non restaurare la vecchia Repubblica di Lucca, ma di mantenere transitoriamente in vita lo Stato lucchese, erigendolo in ducato e affidandolo ai Borboni di Parma, estromessi a loro volta dalla propria precedente sede per consentire un'idonea sistemazione per «l'imperatrice» Maria Luigia d'Asburgo-Lorena, moglie separata di Napoleone. La soluzione fu aspramente contestata con vive proteste dall'infanta Maria Luisa, che chiedeva la restaurazione della propria famiglia nella ben più appetibile sede di Parma. Questo portò alla stipula dell'atto addizionale di Parigi del 1817, in cui si precisava che, alla morte dell'ex imperatrice Maria Luigia, il ducato padano sarebbe tornato ai Borbone-Parma, e quindi il Ducato di Lucca sarebbe stato incamerato dal Granducato di Toscana. Conseguentemente, in data 22 novembre 1817 l'ambasciatore spagnolo a Torino, Eusebio Bardají Azara, prese possesso del ducato in nome dell'infanta, ed ella fece il suo ingresso trionfale a Lucca con il figlio, il 7 dicembre successivo.

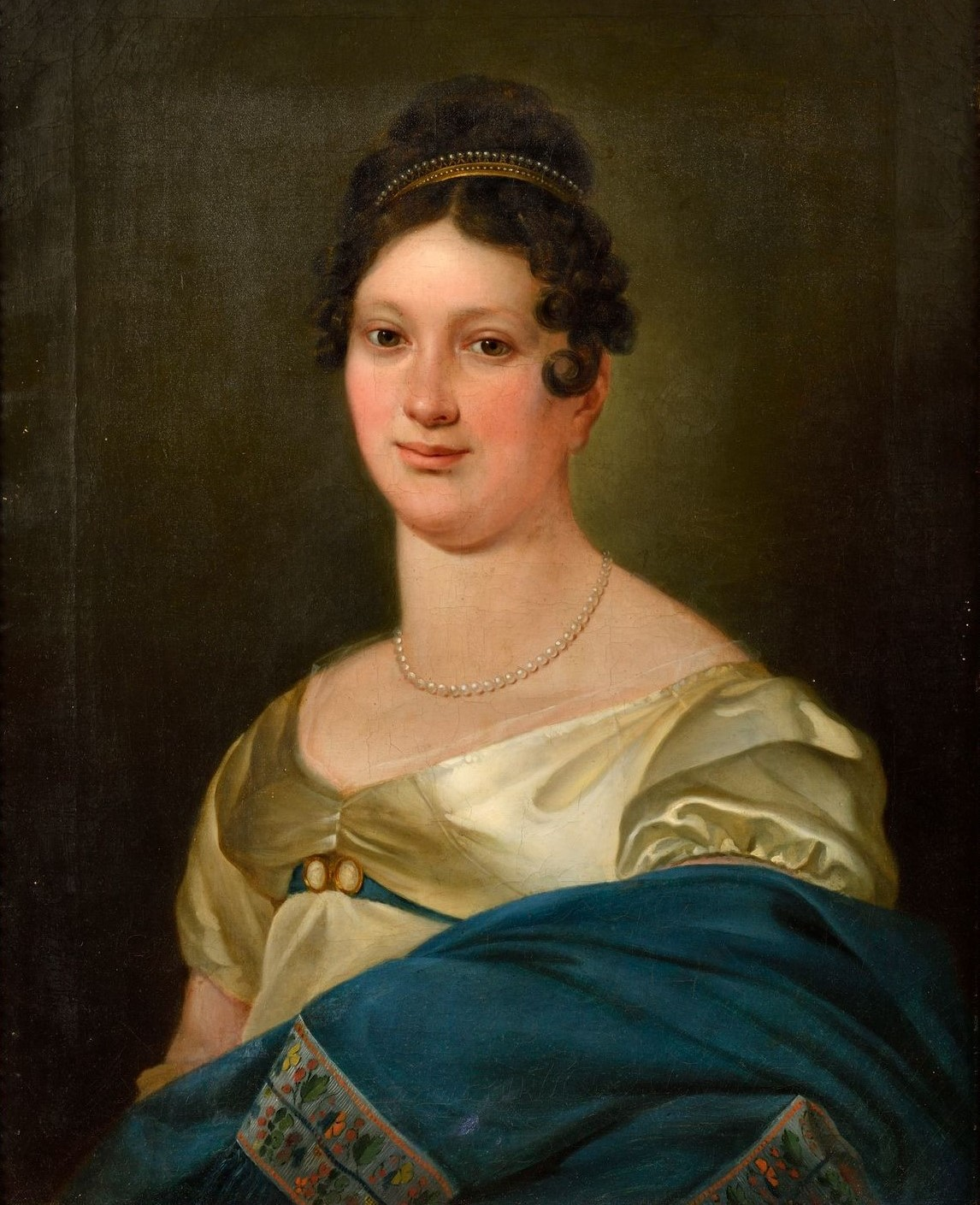
Maria Luisa di Spagna, duchessa di Lucca.

### Il governo di Maria Luisa
La Duchessa Maria Luisa era un'assolutista convinta e profondamente cattolica. La politica restauratrice della sovrana si mosse quindi secondo le linee essenziali di rendere alla Chiesa tutta l'importanza che aveva perso durante il dominio francese e di sovrintendere personalmente all'attività dei suoi ministri. Con puntiglio Maria Luisa volle riconsegnare alla Chiesa lucchese i beni che i governi precedenti avevano confiscato e, in taluni casi, l'arcivescovo di Lucca Filippo Sardi finì per moderare l'ardore della duchessa. Il Palazzo Ducale, rimanendo inalterato l'aspetto esterno, subì notevoli lavori interni, che lo resero sfarzoso ed adeguato al cerimoniale di corte che ricalcava quello spagnolo. La sovrana però non volle introdurre misure di polizia troppo severe e favorì con grande larghezza di vedute la pubblica istruzione riformando l'Università di Lucca e dotandola di nuove strutture (teatro anatomico, gabinetti di fisica, chimica e farmacologia, Specola astronomica, Orto botanico). Nel campo delle infrastrutture molto importante fu la costruzione della carrozzabile Lucca – Modena attraverso la Foce a Giovo. Maria Luisa di Borbone-Spagna morì nel 1824 e il figlio assunse piena sovranità con il nome di Carlo Lodovico.

### Il governo di Carlo Lodovico

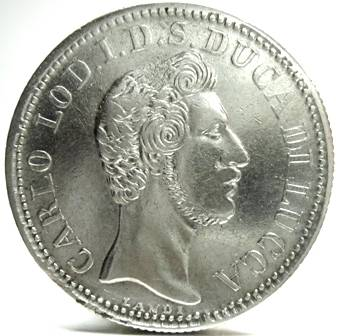
Moneta con effigie del duca e Infante di Spagna

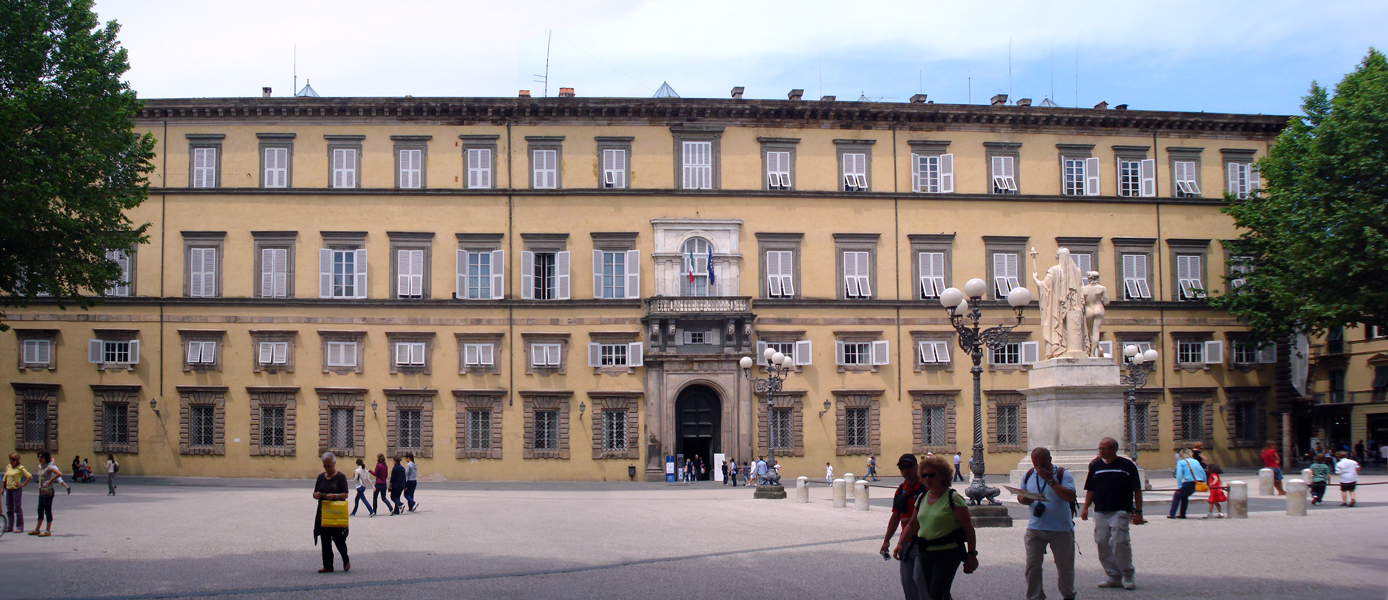
Lucca: il Palazzo ducale

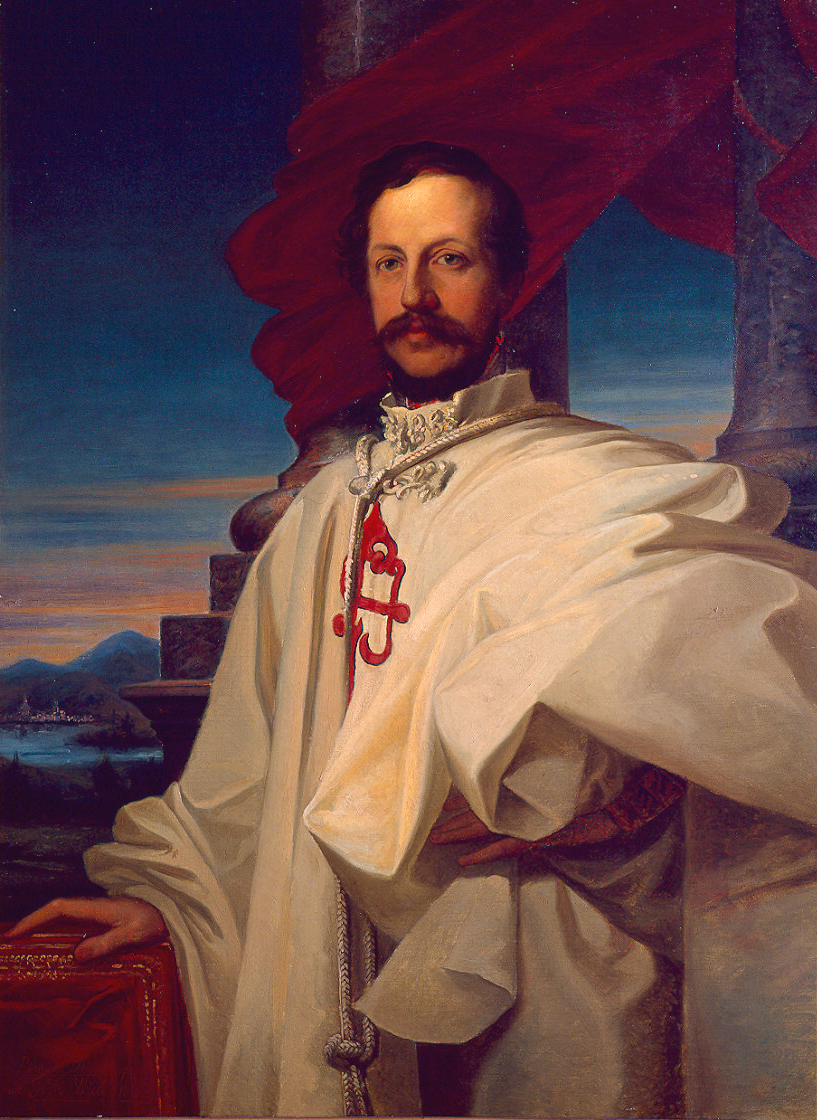
Il duca Carlo Lodovico con l'abito dell'Ordine di San Giacomo, olio su tela (Parma)

Il giovane Duca decise di intraprendere una politica basata sul miglioramento delle vie di comunicazione e sull'incremento della formazione superiore. Come già la madre, ebbe a cuore lo sviluppo della città di Viareggio e del suo porto. Emerse in questi anni la figura dell'architetto Lorenzo Nottolini che interpretò le volontà dei regnanti in modo da conferire alla città e al suo territorio molto del suo attuale carattere. Carlo Lodovico di Borbone promosse Bagni di Lucca non solo come centro termale, ma anche come ritrovo dell'aristocrazia e dell'alta borghesia di tutta Europa. Fu proprio in questo periodo che nacque il Casinò dei giochi di Bagni di Lucca, uno dei primi casinò europei.
Dal punto di vista politico, almeno fino al 1835, il monarca mostrò una certa apertura, tanto da permettere a molti liberali altrove perseguitati di rifugiarsi nel Ducato. Anche in materia religiosa Carlo Lodovico mostrò notevole disinvoltura. Tra le altre cose, autorizzò la costruzione, a Bagni di Lucca, di una chiesa protestante anglicana. Questo lo portò ad uno scontro con l'Arcivescovo e la Santa Sede, che si risolse dando all'edificio, progettato da Giuseppe Pardini, l'aspetto di un palazzo. In un certo periodo si vociferò di una segreta conversione del Duca al protestantesimo, cosa scandalosissima per un Borbone. La tesi di una segreta conversione del Duca di Lucca è oggi accettata dalla gran parte degli storici. Il Duca però spendeva cifre ben superiori all'assegno personale che gli era conferito in virtù degli accordi internazionali che istituirono il ducato. La grave condizione delle finanze del regnante finì per mettere in crisi l'equilibrio interno dello Stato.

### La fine del Ducato e l'abolizione della pena di morte
Nel 1847 la situazione si aggravò ulteriormente. Nello Stato di Lucca le forze liberali moderate iniziarono a fare al Duca pressanti richieste di riforme. Nel mese di settembre Carlo Lodovico fu costretto a concedere la libertà di stampa e la guardia civica. Subito dopo, il monarca fuggì a Massa (città del Ducato di Modena e Reggio). In realtà, erano già in corso trattative segrete con i governi del Duca di Modena e Reggio e del Granduca di Toscana; questo portò a una convenzione, datata 4 ottobre e ratificata il 7, con la quale Carlo Lodovico rinunciava al trono di Lucca in favore del Granduca di Toscana Leopoldo II, mentre, dando corso al trattato di Firenze del 1844, i territori lucchesi di Montignoso, Gallicano, Minucciano e Castiglione di Garfagnana venivano ceduti a Modena. La Toscana cedeva poi a Modena le sue exclave lunigianesi ad esclusione di quella di Pontremoli, che sarebbe passata a Parma.
Carlo Lodovico abdicò il 5 ottobre, mantenendo transitoriamente, con carattere onorifico, per sé e per suo figlio Ferdinando Carlo rispettivamente i titoli di Duca e Principe di Lucca, finché non fosse effettivamente asceso al trono parmense; passò dunque a fare vita privata, ma, improvvisamente Maria Luigia d'Asburgo-Lorena, duchessa di Parma, morì all'età di 56 anni il 17 dicembre 1847 e Carlo Lodovico divenne duca di Parma, in attuazione dell'art. 102 dell'Atto addizionale dei deliberati del Congresso di Vienna stipulato a Parigi il 6 giugno 1817..
L'annessione alla Toscana fu accolta con diffidenza o avversata da gran parte della popolazione dello Stato. I nobili erano legati alle lunghissime tradizioni di autonomia e indipendenza che risalivano alla vecchia repubblica, i borghesi ebbero più danni che vantaggi dalla mutazione del sistema economico, mentre il popolo finì per pagare il prezzo dell'uniformarsi dei due Stati e, in particolare, dalla conversione della moneta lucchese in quella toscana, avvenuto nel 1856 (fino a quell'anno si ebbe una doppia circolazione). Solo una minoranza di liberali e intellettuali accolse di buon grado la fine dell'indipendenza, vedendo in questo un passaggio verso la prossima costituzione di uno Stato nazionale italiano.
Egualmente, secondo Pasquale Stanislao Mancini non pare affatto che fosse accolta con favore unanime l'inopinata legge datata 11 ottobre 1847, con la quale il granduca Leopoldo II aveva proclamato l'abolizione della pena capitale nel suo nuovo ducato, facendone così l'unico luogo al mondo in cui tale previsione fosse in vigore. La pena di morte infatti, dopo essere stata abolita una prima volta nel granducato di Toscana nel 1786, era stata ripristinata nel 1790, ma rimaneva una misura profondamente invisa all'opinione pubblica del paese ed era stata effettivamente praticata dalle autorità lorenesi con eccezionale parsimonia (due soli casi nell'ultimo trentennio, nel 1820 e 1830, dopodiché si era applicata una moratoria). A Lucca invece c'era una maggiore assuefazione alle esecuzioni capitali (solo nel 1845 ne erano state effettuate cinque in sol colpo sul prato antistante la Porta San Donato, con largo afflusso di pubblico da tutto il contado), ragion per cui la misura fu accolta anche con un certo allarme. La corte di cassazione fiorentina, per parte sua, con sentenza in data 25 febbraio 1848, per ovvi motivi di omogeneità giuridica, si affrettò ad estendere l'efficacia della disposizione a tutto il restante territorio del granducato.

## Palazzi e Regge ducali
Al momento dell'arrivo di Maria Luisa a Lucca, lo stato mise a disposizione della sovrana due residenze. Quella principale era il Palazzo ducale, alla quale si affiancava la Villa Reale di Marlia. Maria Luisa volle anche una sontuosa reggia per la città portuale di Viareggio. Questa residenza, progettata da Lorenzo Nottolini, avrebbe avuto il suo nucleo centrale nell'antica Villa Cittadella, che prospettava sul Porto canale. In effetti solo questa parte del palazzo venne costruita attraverso la trasformazione in stile neoclassico della villa; alla morte di Maria Luisa infatti, il nuovo sovrano non volle continuare il progetto. Carlo Lodovico infatti amava passare la gran parte del tempo in ville di sua privata proprietà come quelle di Stiava, Conca, della pineta di Viareggio (La Lecciona), di Bagni di Lucca o nel bel casino di caccia che aveva a Pieve Santo Stefano. In seguito la parte realizzata del palazzo di Viareggio venne ceduto all'amministrazione comunale della città e per anni fu sede del municipio. Dopo la seconda guerra mondiale si decise purtroppo di non restaurare l'immobile, che venne demolito e in tal modo andò perso uno dei monumenti più interessanti della vecchia Viareggio.
Di grande interesse, come detto, sono anche le ville private che Carlo Lodovico e la sua consorte Maria Teresa di Savoia vollero acquistare o costruire nelle campagne del Ducato. Sempre a Viareggio esiste tuttora, immersa nella pineta di levante (Macchia Lucchese), la bella Villa Borbone, che tra le altre cose, in un'elegante cappella progettata da Giuseppe Pardini, ospita le tombe del duca Carlo Lodovico e degli ultimi sovrani di Parma e Piacenza. Ancora in Versilia di grande importanza è la villa delle Piànore (Villa Borbone delle Pianore nel comune di Camaiore), già residenza di Maria Teresa, poi del principe Roberto (ultimo duca di Parma) e dei suoi figli; in questa villa ebbe i natali anche Zita di Borbone, ultima imperatrice d'Austria. Sulle colline lucchesi, della stessa Maria Teresa, fu la villa oggi Rossi di Montelera a San Martino in Vignale. La Duchessa visse in questo palazzo e alle Pianore anche dopo la fine del Ducato. Di notevole pregio architettonico il Casino di Caccia di Carlo Lodovico a Pieve Santo Stefano, anch'esso opera del Nottolini. Infine una menzione va fatta per il Palazzo Ducale di Bagni di Lucca, architettura di grandi dimensioni ancora oggi facilmente riconoscibile nel panorama del Bagno alla Villa.

## Ordini equestri
- Ordine di San Lodovico del merito civile, fondato il 22 dicembre 1836

## Rete diplomatica
Il Ducato tenne sempre aperte ambasciate in Austria, Francia, Inghilterra, Russia, Prussia, Stato della Chiesa, Regno delle due Sicilie, Regno di Sardegna, Sassonia e Svezia (dal 1845 anche in Belgio). Vari furono i consolati, tra cui si ricordano per importanza quelli di Bastia, Genova, Livorno, Marsiglia, Napoli, Odessa, Montevideo e Rio de Janeiro.

## Dogane di frontiera
Il ducato fino all'annessione toscana confinava con il Granducato di Toscana e i ducati di Modena e Reggio. I suoi confini erano tutelati da posti di frontiera e dogane. Tra queste si ricordano le seguenti che controllavano le vie di accesso allo stato lucchese:
- Aramo: presso Villa Basilica, sulle strade per Villano e di Pietrabuona
- Camaiore: controllava le strade di PIetrasanta, Farnocchia e Val di Castello
- Casoli di Lima (Bagni di Lucca): per la strada di Poliglio e le vie per Lanciole e Piteglio
- Castello di Coreglia (Coreglia): per la strada di Barga
- Castel Vecchio (Capannori): per la strada di Tiglio e lo scalo del padule di Bientina
- Cerasomma: sulla strada pisana per Ripafratta
- San Ginese di Compito (Capannori): per la via di Monte Pisano
- Dezza (Borgo a Mozzano): per la via di Turrite Cava
- Gallicano: sulla via Ludovica
- S. Maria del Giudice: per la strada di Guamo
- S. Martino in Colle: (Capannori): sulla strada di Montechiari
- Motrone: per lo scalo marittimo
- Nozzano (Lucca): sulla via di Filettole
- Pescaglia (Lucca): per la via di Trassilico
- Pian di Coreglia: per la valle del Serchio
- Ponte all'Abate (Collodi): sulla via Pesciatina
- Quiesa (Viareggio): per le strade di Migliarino e di Filettole
- Squarciabocconi (Collodi): per la via Pesciatina da Montecarlo
- Tereglio: per la Montagna lucchese al confine della Foce a Giovo (Ducato di Modena)
- Torre del Lago (Viareggio): per la via di Migliarino e lo scalo sul lago
- Turchetto (Capannori): sulla via Francesca per Altopascio e per lo scalo sul lago di Bientina
- Turrite Cava (Gallicano): sulla strada di Petrosciana
- Viareggio: scalo portuale.